# Ilià Frank
Ilià Mikhàilovitx Frank (en rus: Илья́ Миха́йлович Франк) (Sant Petersburg, Rússia 1908 – Moscou 1990) fou un físic soviètic guardonat l'any 1958 amb el Premi Nobel de Física.

## Biografia
Va néixer el 23 d'octubre de 1908 a la ciutat de Sant Petersburg. Va estudiar física a la Universitat de Moscou, on es graduà l'any 1930. Frank morí el 22 de juny de 1990 a la seva residència de Moscou.

## Recerca científica
El físic Pàvel Aleksèievitx Txerenkov descobrí l'any 1934 l'anomenat efecte Txerenkov. Ilià Frank, juntament amb Ígor Tamm, realitzaren l'explicació teòrica d'aquest efecte, que ocorre quan les partícules viatgen amb un mitjà òpticament transparent a les velocitats major que la velocitat de la llum en aquest mitjà. Aquest descobriment va donar lloc al desenvolupament dels nous mètodes per a detectar i amidar la velocitat de partícules nuclears d'alta velocitat i fou de gran importància per a la investigació en física nuclear. El treball de Frank també va incloure la col·laboració amb Txerenkov i Tamm en la investigació sobre la radiació de l'electró.
Posteriorment Frank s'especialitzà en l'estudi de raigs gamma i el neutró. Nomenat cap del departament de la física a la universitat de l'estat de Moscou l'any 1944, va esdevenir membre de l'Acadèmia de Ciències de l'URSS el 1946.
L'any 1958 fou guardonat, juntament amb Pàvel Aleksèievitx Txerenkov i Ígor Tamm, amb el Premi Nobel de Física pel descobriment i la interpretació de la Radiació Txerenkov. Va ser condecorat amb l'orde de Lenin en 3 ocasions, rebent a més les ordes de la Revolució d'Octubre, de la Bandera Roja del Treball, de la Insígnia d'Honor, les medalles del Centenari de Lenin i a la Tasca Meritòria durant la Gran Guerra Patriòtica de 1941-1945 i dos Premis Stalin (1946 i 1953) i un Premi Estatal de l'URSS (1971).